# Météo-France
Météo-France ist der staatliche französische Wetterdienst. Vorgängerorganisationen gab es seit 1855. Das Hauptquartier befand sich lange Zeit in Paris, wurde jedoch Anfang der 2010er Jahre nach Saint-Mandé im Département Val-de-Marne verlegt; bereits vor dem Umzug waren viele der inländischen Abteilungen nach Toulouse verlagert worden.

## Aufgaben

### Auf nationaler Ebene
Zu den Aufgaben von Météo-France gehören die Entwicklung und der Betrieb eines Netzes von Wetterstationen, die Aufzeichnung und Archivierung der Wetterdaten, die allgemeine Wettervorhersage, langfristige Klimastudien, die Herausgabe von Unwetterwarnungen sowie Forschungsarbeiten in den Bereichen Meteorologie und Klimaforschung.
Météo-France bedient nach eigenen Angaben im Wesentlichen drei Klassen von Auftraggebern:
- Staatliche Einrichtungen im Bereich der Sicherheit von Personen und Sachen sowie der Verteidigung
- die Luftfahrt
- bestimmte andere wirtschaftliche Branchen, so die Energiewirtschaft, Gebietskörperschaften und die Bauwirtschaft

### Supranationale Missionen
Die Niederlassung in Saint-Denis auf Réunion ist das durch die World Meteorological Organization (WMO) festgelegte Centre météorologique régional spécialisé zur Überwachung, der Vorhersage von und der Alarmierung wegen tropischer Wirbelstürme im südwestlichen Indischen Ozean.
Die Niederlassung auf dem Flughafen von Cayenne-Rochambeau in Französisch-Guayana ist im Rahmen der Aktivitäten der Europäischen Weltraumorganisation für die Vorhersage des meteorologisch optimalen Startzeitpunkts für die Raketen auf dem Weltraumbahnhof Kourou zuständig.
Das Büro in Papeete ist, obschon kein offizielles Warnzentrum vor tropischen Wirbelstürmen, von der WMO mit der Erstellung von Wetterberichten für die benachbarten britischen Pitcairninseln beauftragt.

## Organisation
Météo-France ist eine Anstalt des öffentlichen Rechts (französisch: Établissement public à caractère administratif) und untersteht dem französischen Umweltministerium.
Im Jahr 2009 hatte Meteo-France 3700 Mitarbeiter und ein Budget von etwa 300 Millionen Euro. 2016 war die Belegschaft auf 3100 Mitarbeiter geschrumpft, das Budget hingegen auf knapp 380 Millionen Euro gestiegen. Das Budget stammte zu etwa 50 % (190 Mio. EUR) aus direkten Zuwendungen des französischen Staats, zu 23 % (86 Mio. EUR) aus Luftfahrtlizenzgebühren, zu 15 % (57 Mio. EUR) aus Subventionen von EUMETSAT und zu 9 % (33 Mio. EUR) aus Dienstleistungen und sonstigen Verkaufserlösen.
Im März 2018 wurde bekanntgegeben, dass bis 2022 etwa 500 weitere Stellen abgebaut werden sollten, und es wurde mit der mittelfristigen Schließung der meisten kleineren Standorte gerechnet. Ende 2022 war die Belegschaft dementsprechend auf knapp 2600 Mitarbeiter geschrumpft.
Météo-France hatte bis etwa in das Jahr 2010 seinen Hauptsitz in Paris unter der Adresse 1 quai Branly im 7. Arrondissement, verlegte diesen jedoch im Zuge des Verkaufs der Liegenschaft durch den französischen Staat und dem folgenden Abriss in die Banlieue nach Saint-Mandé im Département Val-de-Marne. Seit 1982 besteht zudem eine wichtige Niederlassung in Toulouse, wo Anfang der 2000er Jahre etwa ein Drittel der Mitarbeiter beschäftigt war. Darüber hinaus gibt es Niederlassungen in der Hauptstadt eines jeden Départements einschließlich der Überseegebiete Guadeloupe, Martinique, Französisch-Guayana, Neukaledonien, Französisch-Polynesien und Réunion.

## Geschichte

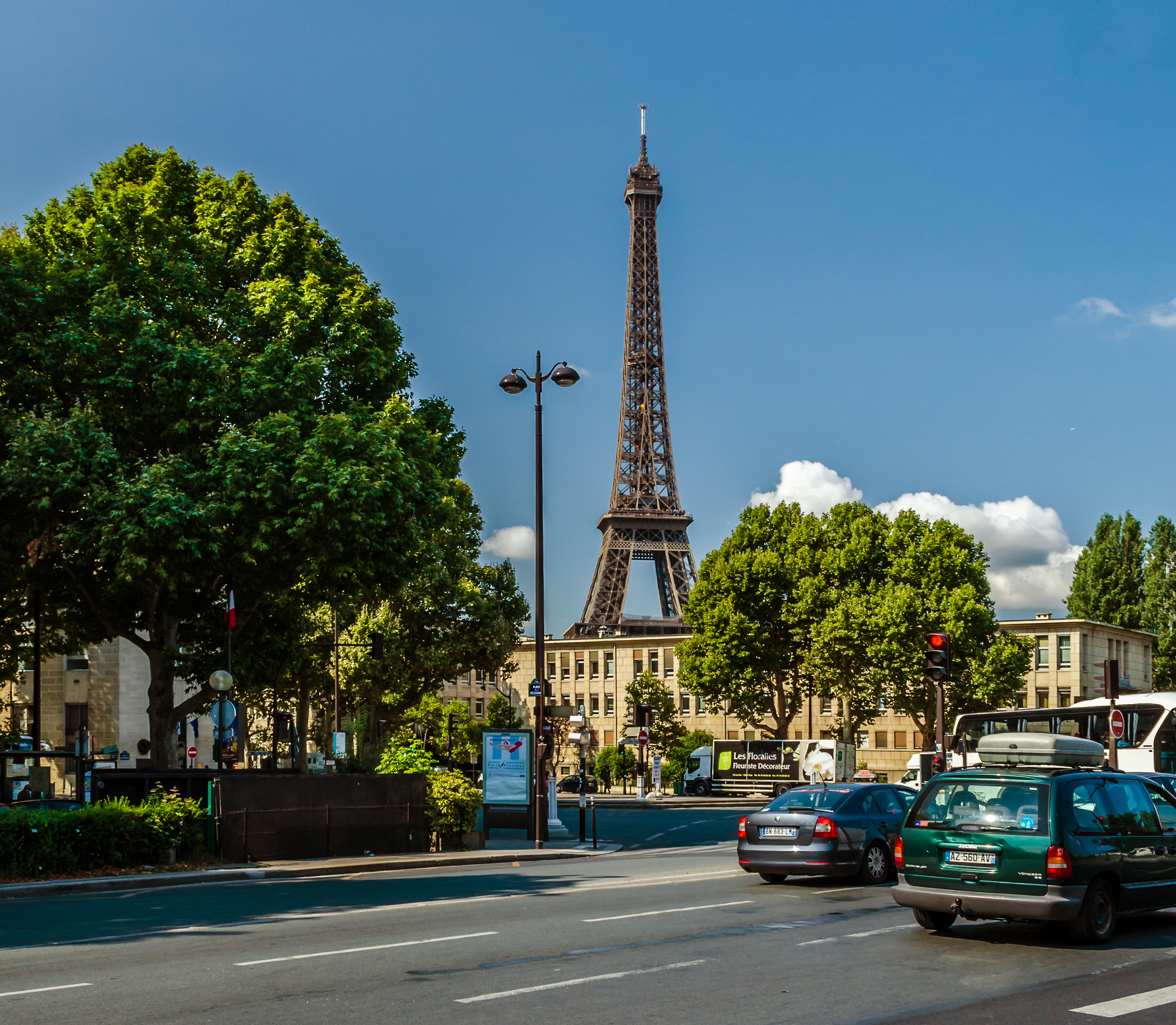
Hauptsitz in Paris 2013, kurz vor dem Abriss

Der erste reguläre meteorologische Dienst Frankreichs wurde schon 1855 am Observatoire de Paris eingerichtet. 1878 wurde ein eigenes Bureau central météorologique (BCM) geschaffen. Nachdem im Ersten Weltkrieg mehrere militärische Wetterdienste gegründet worden waren, wurden diese 1920 mit dem BCM und den Wetterdiensten für die Luftfahrt in der Nachfolgeorganisation Office National Météorologique (ONM) zusammengeführt. 1922 wurden vom Radiosender auf dem Eiffelturm zum ersten Mal Wettermeldungen durch das Radio bekanntgegeben. Eine weitere wesentliche Entwicklung des ONM war die 1929 von Robert Bureau (1892–1965) in Trappes erfundene Radiosonde. Regelmäßige Messungen mit Radiosonden wurden ab 1937 vom Fort de Saint-Cyr sowie von dem Forschungsschiff Carimaré aus durchgeführt. 1930 halfen die Wettervorhersagedaten des ONM den Flugpionieren Dieudonné Costes und Maurice Bellonte beim ersten Nonstop-Flug von Paris nach New York.
Das ONM wurde 1945 durch die Direction de la Météorologie nationale ersetzt. Zwischen 1948 und 1950 wurden Dienstgebäude im 7. Arrondissement von Paris an der Ecke Quai Branly–Avenue Rapp (Place de la Résistance) errichtet. 1946 wurde zum ersten Mal die Wettervorhersage im Fernsehen präsentiert. Das erste französische Wetterradar wurde 1949 in Trappes installiert. 1950–51 fand die erste meteorologische Messkampagne in der Antarktis statt, in Port-Martin im Adélieland. 1960 wurde zum ersten Mal ein Computer für Berechnungen zur Wettervorhersage eingesetzt; ab 1968 wurde ein Elektronenrechner vom Typ CDC 6400 routinemäßig täglich hierzu verwendet. 1975 wurde das Europäische Zentrum für mittelfristige Wettervorhersage mit Frankreich als Mitglied im britischen Reading gegründet.
1982 wurden die Ausbildungseinrichtung École nationale de la météorologie sowie das Forschungszentrum Centre national de recherches météorologiques von Paris nach Toulouse verlegt, 1991 auch die Zentralabteilungen für Wettervorhersage, Klimatologie und Informatik.
Météo-France wurde als Nachfolger der Direction de la Météorologie nationale durch Dekret vom 18. Juni 1993 gegründet. Hintergrund der Reform war das Bestreben, die kommerzielle Vermarktung der Wettervorhersageprodukte des staatlichen Wetterdienstes zu forcieren und zu vereinfachen.
Die Liegenschaften des Hauptsitzes im 7. Stadtbezirk von Paris wurden 2010 unter Staatspräsident Nicolas Sarkozy an Russland verkauft, das dort ab 2013 die Dreifaltigkeitskathedrale erbaute. Météo-France verlegte seinen Sitz in die Banlieue nach Saint-Mandé im Département Val-de-Marne.

### Schreibweise
Der ursprüngliche Name der Organisation lautet Météo-France, mit der im Französischen üblichen Schreibweise mit Akzenten und großen Anfangsbuchstaben. Einige Veröffentlichungen von Météo-France verwenden Großbuchstaben und verzichten auf Akzente. Beide Versionen sind international als Warenzeichen und als Firma geschützt. In manchen inoffiziellen Dokumenten, aber auch im offiziellen Logo, wird der Bindestrich weggelassen.

## Internationale Mitgliedschaften
Météo-France ist Mitglied
- der World Meteorological Organization
- des Europäischen Zentrums für mittelfristige Wettervorhersage
- der Europäischen Organisation für die Nutzung meteorologischer Satelliten EUMETSAT und
- des Europäischen Netzwerks Meteorologischer Dienste EUMETNET